# Humiria
Genre
Classification APG III (2009)
Synonymes
Selon Tropicos (9 mars 2022) :
- Houmiri Aubl.
- Houmiria Juss.
- Humiria J. St.-Hil.
- Humiria sect. Humirium Baill.
- Humirium A. Rich. ex Mart.
- Myrodendron Spreng.
- Myrodendrum Schreb.
- Verniseckia Steud.
- Wernischeckia Scop. ex Post & Kuntze
- Wernisekia Scop.

Humiria est un genre de plantes à fleurs de la famille des Humiriaceae, comprenant 4 à 20 espèces d'arbres sud-américains.
Le nom Humiria provient du nom vernaculaire Garipon de l'espèce type Humiria balsamifera Aubl. : HOUMIRI.

## Protologue

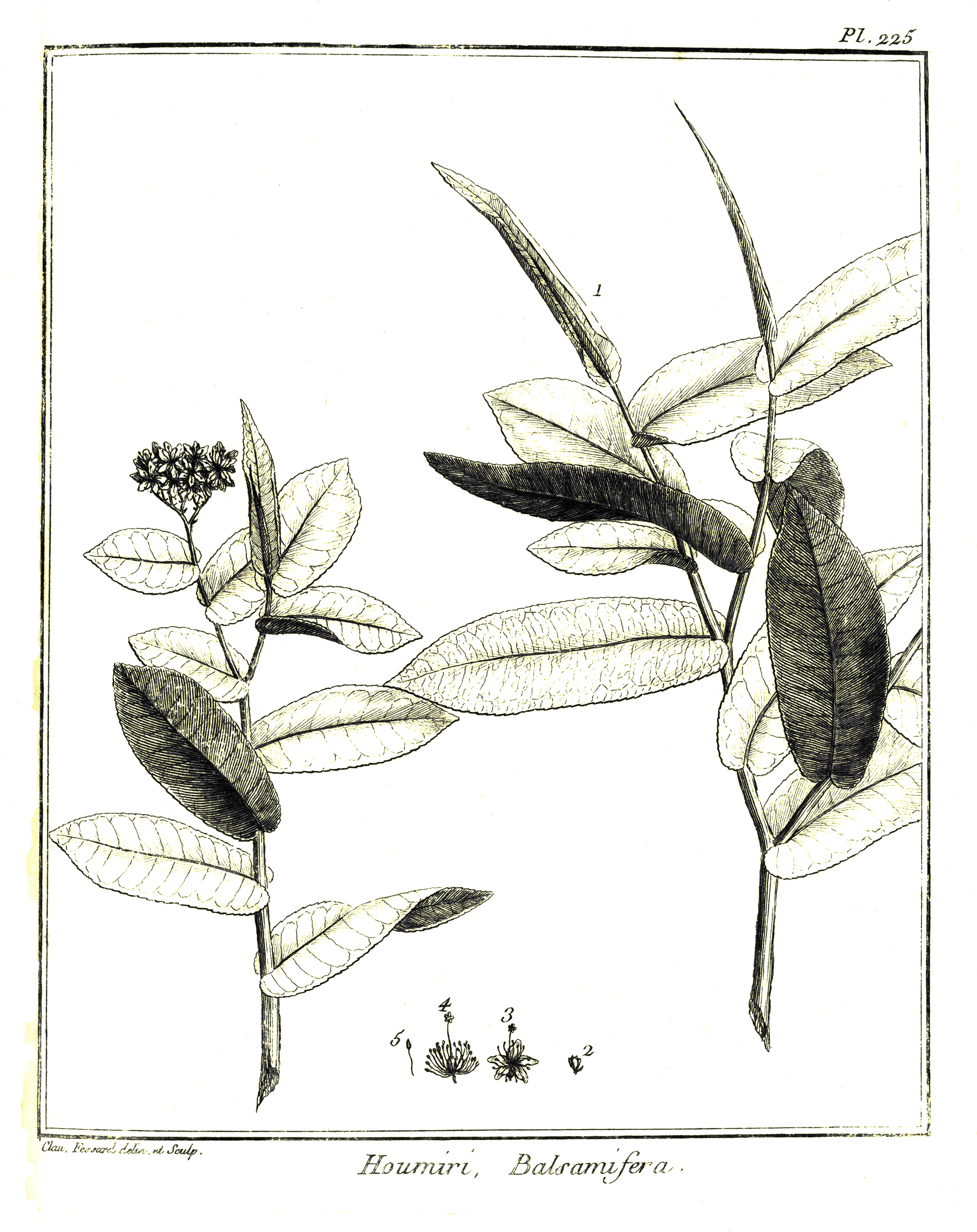
Humiria balsamifera : Planche 225. accompagnant la description du genre Humiria par Aublet (1775)
1. Feuilles d'un jeune arbre qui commencent à ſe développer. - 2. Calice garni à ſa baſe d'une écaille. - 3. Corolle épanouie. - 4. Piſtil entouré des étamines. Ovaire, Style. Stigmate. - 5. Étamine ſéparée.

En 1775, le botaniste Aublet propose le protologue suivant : 
« HOUMIRI. (Tabula 225.)
CAL. Perianthium monophyllum, quinquedentatum ; denticulis acutis. 
COR. Petala quinque, oblonga, acuta, alba, receptaculo piſtilli inſerta. 
STAM. Filamenta numeroſa (viginti), receptaculo inferta. Antheræ ſubrotundæ, biloculares. 
PIST. Germen fubrotundum, minimum. Stylus longus, incurvus, villoſus. Stigma capitatum, quinque-radiatum. 
PER. immaturum tranſversè tectum, quinqueloculare. 

SEM. unicum. »
— Fusée-Aublet, 1775.

## Liste d'espèces
Selon GBIF (9 mars 2022) :
- Humiria balsamifera (Aubl.) A.St.-Hil.
- Humiria balsamifera Aubl.
- Humiria crassifolia Mart.
- Humiria crassifolia Mart. ex Urb.
- Humiria dichotoma Urb.
- Humiria fruticosa Cuatrec.
- Humiria wurdackii Cuatrec.

Selon World Flora Online (WFO) (9 mars 2022) :
- Humiria balsamifera Aubl.
- Humiria crassifolia Mart.
- Humiria fruticosa Cuatrec.
- Humiria wurdackii Cuatrec.

Selon Tropicos (9 mars 2022) (Attention liste brute contenant possiblement des synonymes) :
- Humiria arenaria Baill., 1874
- Humiria balsamifera Aubl., 1775
- Humiria balsamifera J. St.-Hil., 1805
- Humiria cassiquiari Suess. & Bergdolt, 1935
- Humiria compacta Schnizl., 1843
- Humiria crassifolia Mart. ex Urb., 1877
- Humiria cuspidata Cuatrec.
- Humiria densiflora Benth., 1843
- Humiria dichotoma Urb.
- Humiria floribunda (Mart.) Mart. ex Urb., 1877
- Humiria floribunda Mart., 1826
- Humiria floribundum Mart.
- Humiria fruticosa Cuatrec., 1961
- Humiria gabonensis (Baill.) Baill., 1874
- Humiria guianensis Benth., 1843
- Humiria pilosa Steyerm., 1952
- Humiria procera Little, 1948
- Humiria savannarum Gleason, 1931
- Humiria subcrenata (Benth.) Urb., 1877
- Humiria wurdackii Cuatrec., 1961